# Макула Ґанеші

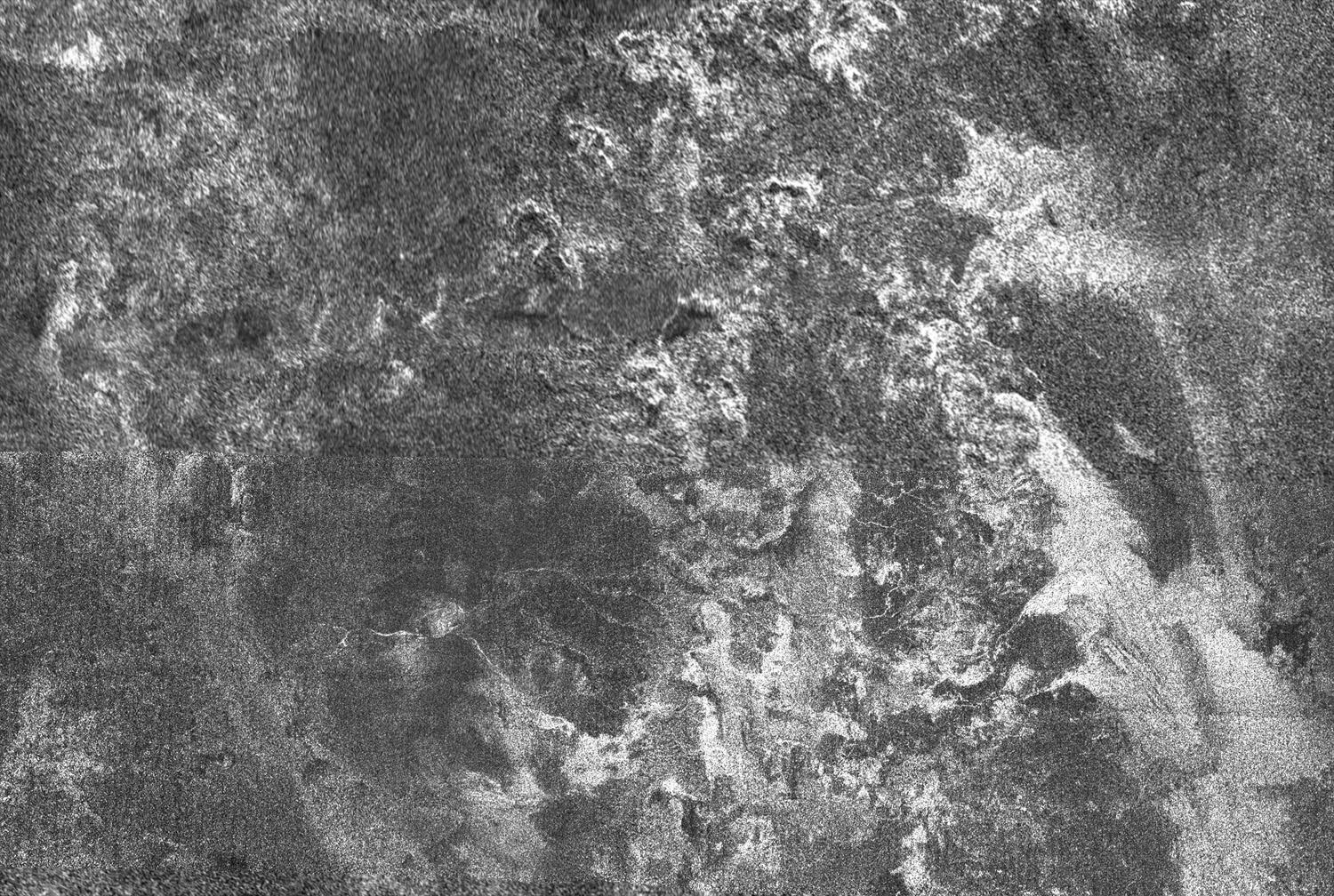
Макула Ґанеші — темна округла пляма знизу ліворуч. Яскрава область праворуч — потік Лейли. Мозаїка з радарних знімків, зроблених «Кассіні» (верхню частину було знято 13 січня 2007, нижню — 26 жовтня 2004). Розмір зображеної зони — 570×390 км

Макула Ґанеші (лат. Ganesa Macula) — макула (темна пляма) на поверхні Титана, найбільшого супутника Сатурна. Діаметр — 180 км, координати центру — 49°42′ пн. ш. 87°18′ зх. д. / 49.7° пн. ш. 87.3° зх. д. Названа на честь Ґанеші, індуїстського бога мудрості та добробуту. Міжнародний астрономічний союз затвердив цю назву 2006 року.

## Дослідження
Макулу Ґанеші було відзнято радаром космічного апарата «Кассіні» 26 жовтня 2004 (крім північного краю) і 13 січня 2007 (цілком) — під час прольотів повз Титан, позначених Ta і T23 відповідно. Зйомка з двох різних напрямків дозволила за рахунок стереоефекту отримати тривимірне зображення (карту висот). Крім того, ще раніше карту висот цієї місцевості було отримано методом SARTopo (без залучення стереоефекту).

## Опис
Макула Ґанеші — це округла область діаметром 180 км, що виділяється на радарних знімках відносно однорідним темним забарвленням та оточена (крім північної частини) яскравим обідком. В її центрі розташована 20-кілометрова яскрава пляма. Від неї розходяться вузькі глибокі звивисті розгалужені канали (русла) — один на захід, кілька на схід, північний схід і південний схід.
Макула Ґанеші — дуже перетята та еродована місцевість. В цілому висота поверхні там збільшується із заходу на схід, але на східному краю є западина. Через неї проходять русла, які тягнуться від центру макули на схід. Далі вони, звиваючись та розгалужуючись, йдуть до великою радарно-яскравої області, розташованої приблизно за 200 км від краю макули, і впадають у неї, утворюючи дельти. Ця область відома як потік Лейли. Ймовірно, яскраві відкладення в ній є річковими наносами.

## Інтерпретація
Спочатку макулу Ґанеші ідентифікували як кріовулкан (вулкан, що викидає водно-аміачну суміш). Це припущення ґрунтувалося в першу чергу на тому, що на радарних знімках вона нагадує плоскі круглі вулканічні куполи Венери (англ. pancake domes). Є підстави припускати, що на Титані кріовулкани не можуть давати вибухових вивержень і, як наслідок, повинні виглядати схоже. Крім того, краї цієї макули, найближчі до радара, виглядають яскравими, що характерно для височин (оскільки поверхні, перпендикулярні до радарного променя, відбивають найбільше). Яскрава пляма в центрі, від якої розходяться русла, була проінтерпретована як кальдера. Але карта висот показала, що макула Ґанеші не височіє над навколишньою місцевістю (і взагалі ніяк не виділяється на цій карті). Видимих ознак кріовулканізму там нема. За сучасними даними, макула Ґанеші виділяється на місцевості лише відбивною здатністю, але не рельєфом.